# Schlacht am Hamburger Hill
Schlacht um Tua Hai (1960) – Schlacht um Ap Bac (1963) – Schlacht von Nam Dong (1964) – Tonkin-Zwischenfall (1964) – Operation Flaming Dart (1965) – Operation Rolling Thunder (1965–68) – Schlacht von Dong Xoai (1965) – Schlacht im Ia-Drang-Tal (1965) – Operation Crimp (1966) – Operation Hastings (1966) – Schlacht von Long Tan (1966) – Operation Attleboro (1966) – Operation Cedar Falls (1967) – Schlacht um Hügel 881 (1967) – Schlacht bei Dak To (1967) – Schlacht um Khe Sanh (1968) – Tet-Offensive (1968) – Schlacht um Huế (1968) – Operation Speedy Express (1968/69) – Operation Dewey Canyon (1969) – Schlacht am Hamburger Hill (1969) – Operation Menu (1969/70) – Operation Lam Son 719 (1971) – Schlacht um FSB Mary Ann (1971) – Schlacht um Quảng Trị (1972) – Operation Linebacker (1972) – Operation Linebacker II (1972) – Schlacht von Xuan Loc (1975) – Operation Frequent Wind (1975)

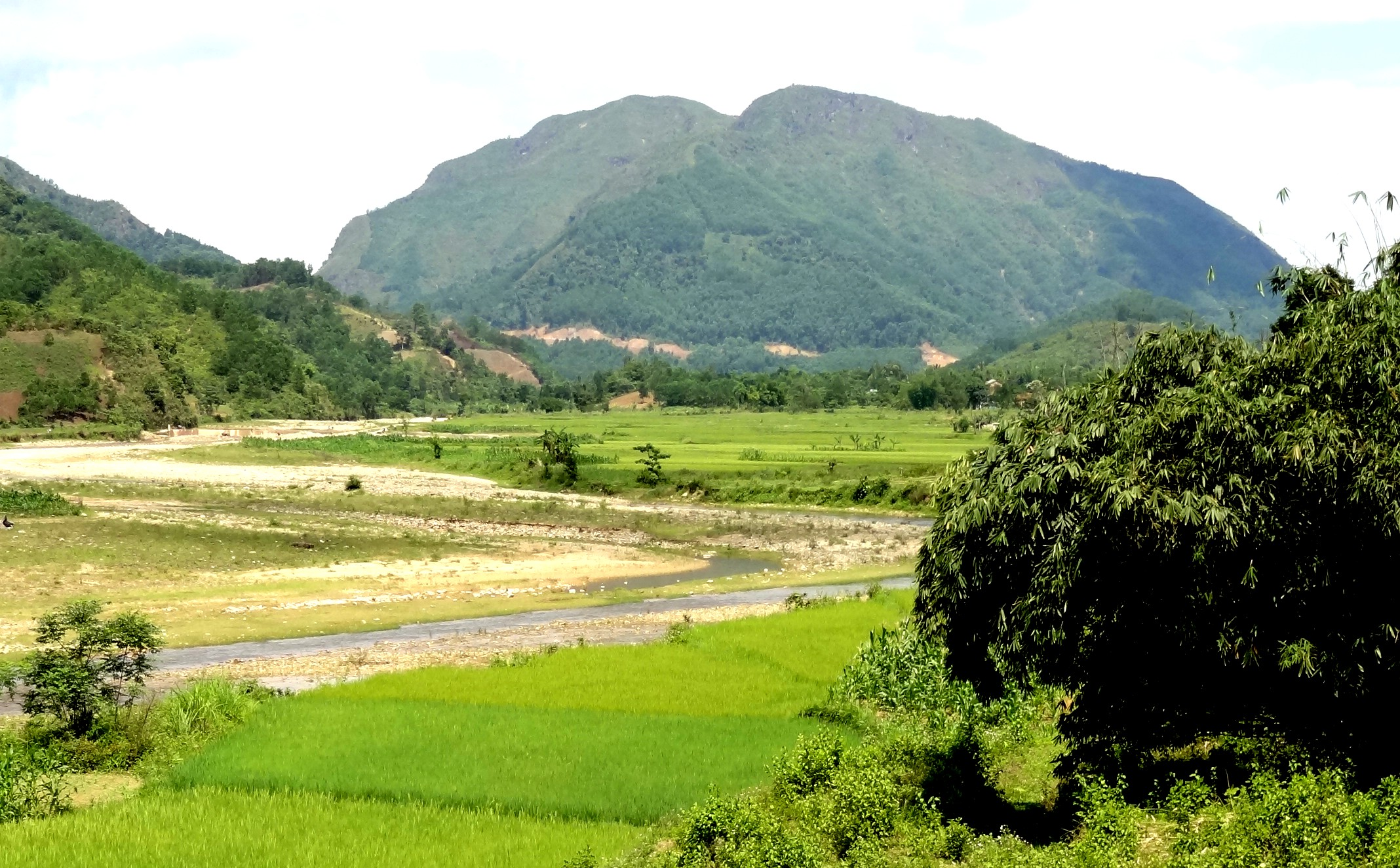
Aufnahme vom Hamburger Hill aus dem Jahr 2011

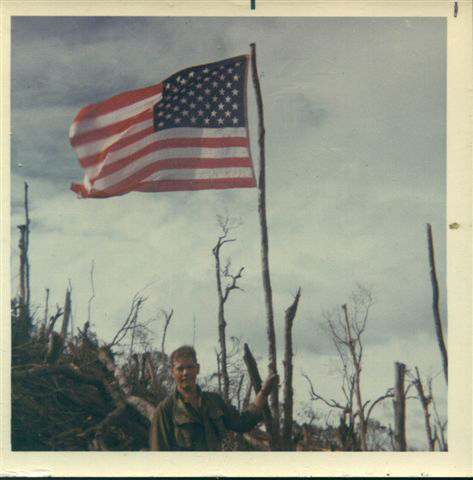
Gehisste US-Flagge auf dem Hügel 937

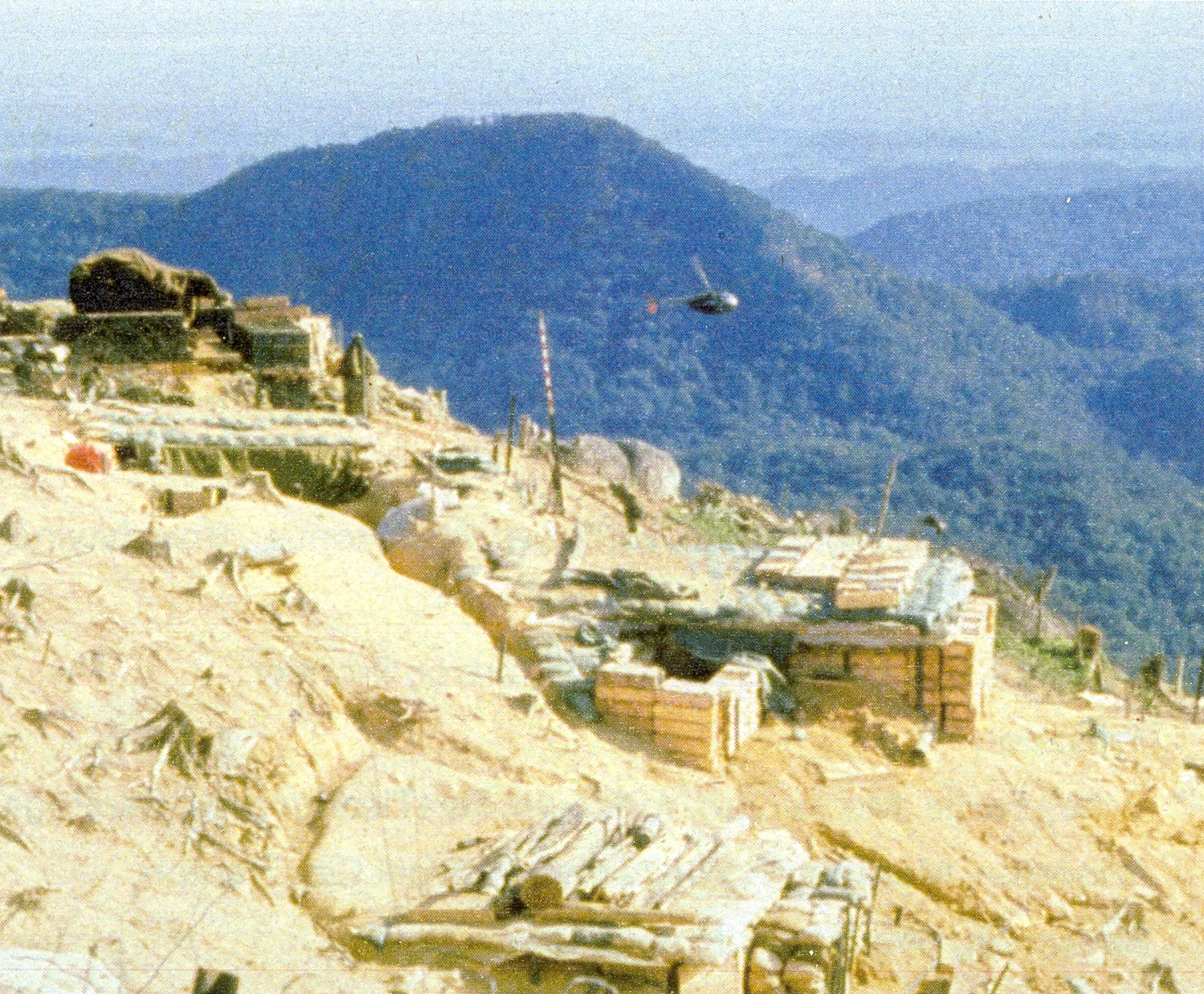
Feuerstützpunkt über dem A-Sầu-Tal

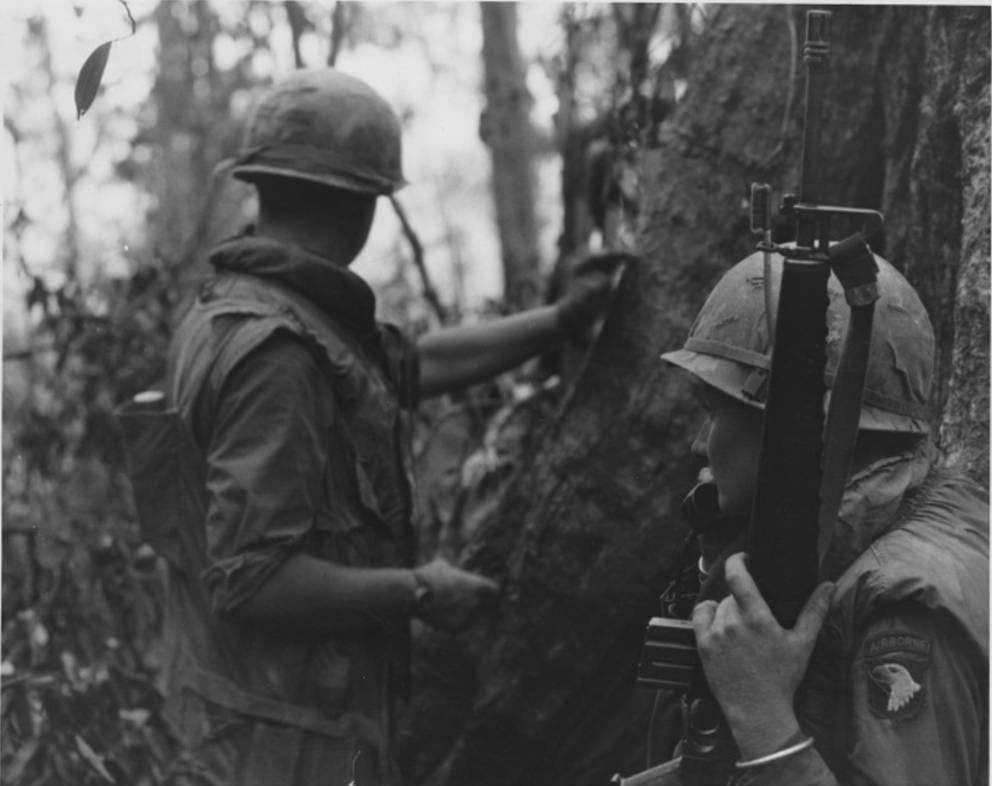
Soldaten der 101. Luftlandedivision

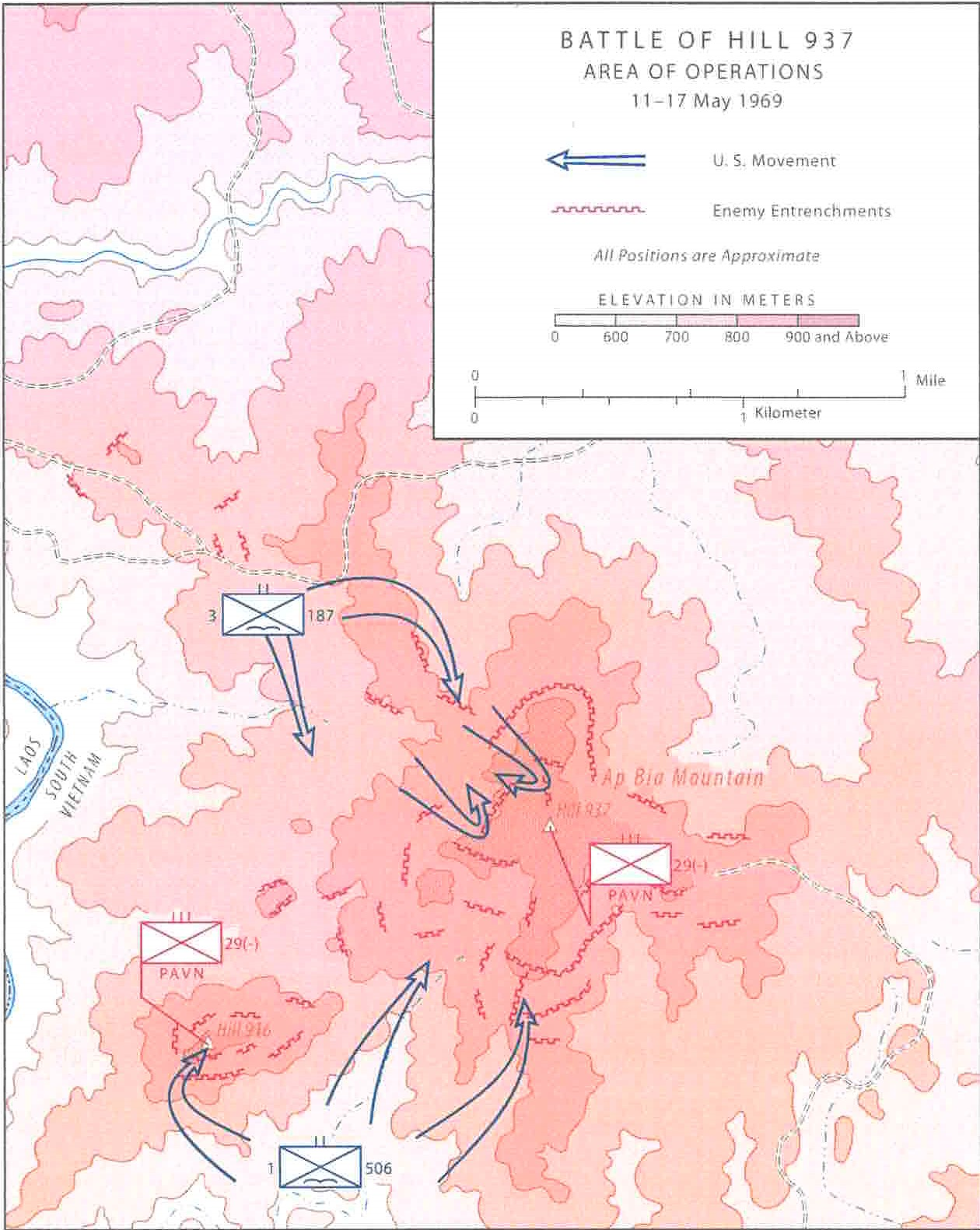
Karte der Kämpfe um den Hamburger Hill vom 11. bis 17. Mai 1969

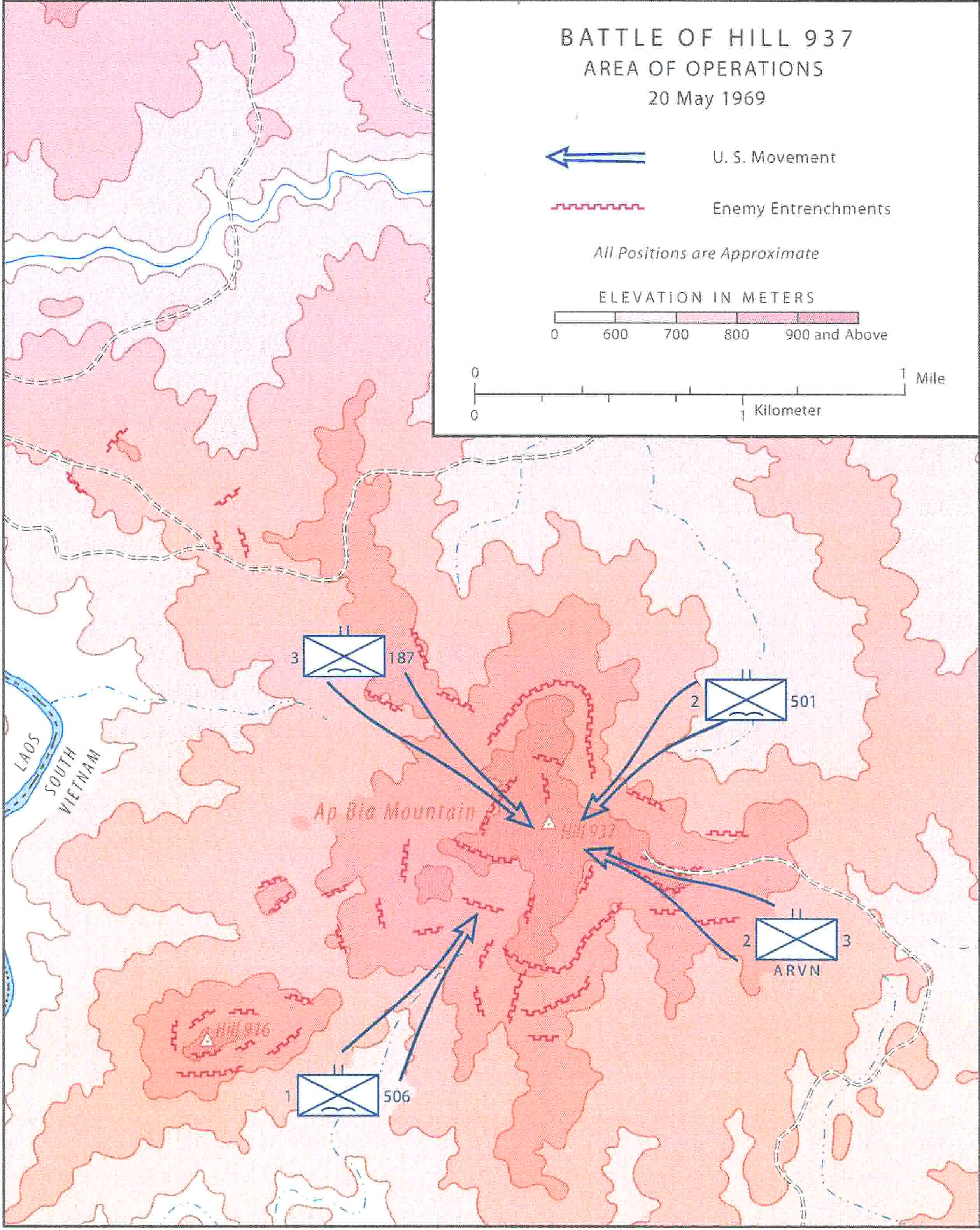
Karte der Kämpfe um den Hamburger Hill vom 20. Mai 1969

Die Schlacht am Hamburger Hill war die letzte größere US-Bodenoffensive im Vietnamkrieg. Sie fand vom 10. bis 20. Mai 1969 in der Nähe der laotischen Grenze auf dem Hügel Dong Ap Bia statt, der in den US-Militärkarten als Hügel 937 verzeichnet war. Obwohl der Hügel kaum strategischen Wert besaß, ordneten US-Kommandeure im Rahmen der Operation Apache Snow eine großangelegte Bodenoffensive in der Gegend von Ap Bia an, um sie der Kontrolle der Vietnamesischen Volksarmee zu entziehen.
Später wurde der Hügel 937 bei den Infanteristen vulgär als Hamburger Hill bekannt, da der Mörserbeschuss der Nordvietnamesischen Volksarmee aus vielen Amerikanern sprichwörtlich „Hamburger-Hackfleisch“ machte.

## Überblick
Die Offensive eskalierte in den verlustreichen Schützengrabenkämpfen am schwer befestigten Hügel 937. Dadurch, dass die Kämpfe hauptsächlich durch Infanterie mit kleinkalibrigen Schnellfeuerwaffen geführt wurde, bekamen sie schnell den Charakter der Infanteriekämpfe im Ersten Weltkrieg.
Die US-Fallschirmjäger wurden von den gut bewaffneten und hervorragend ausgebildeten Soldaten der Vietnamesischen Volksarmee in ausgebauten Kampfstellungen erwartet. Die Angriffe mussten oft wegen tropischen Wolkenbrüchen, Eigenbeschuss durch Luftwaffe und Artillerie, Unfällen sowie der wirkungsvollen Verteidigung des Eliteregiments der Vietnamesischen Volksarmee abgebrochen werden.
Nach zehn Tagen gelang es der 101. US-Luftlandedivision, den Hügel nach schweren eigenen Verlusten zu nehmen und zu halten.
Der Geländegewinn war marginal und der Hügel wurde nach wenigen Tagen wieder aufgegeben. Die hohen Verluste unter den US-Soldaten während des Kampfes um einen strategisch unbedeutsamen Hügel führten zu einem Umdenken in der US-Militärstrategie und der „Vietnamisierung“ des Krieges. Die Kritik in den Medien durch die offene Kriegsberichterstattung und die Kriegsmüdigkeit in der US-Öffentlichkeit brachte die US-Oberbefehlshaber in Vietnam dazu, die eigenen Kräfte aus verlustbringenden Gefechten mehr und mehr herauszuhalten.

## Gelände
Die Schlacht fand am Dong-Ap-Bia-Massiv statt, in zerklüfteten, von Regenwäldern bedeckten Berghängen entlang der Grenze zu Laos in Südvietnam. Der Berg Ap Bia erhebt sich aus dem A-Shau-Tal als ein allein stehendes Bergmassiv, welches nicht mit den Hügeln der Annamitschen Berge verbunden ist. Der von den Amerikanern als Hügel 937 bezeichnete Teil überragt das A-Shau-Tal und bildet eine Reihe von Bergrücken und Ausläufern, 900 bis 940 Meter über dem Meeresspiegel. Der gesamte schroffe und zerklüftete Berg ist mit zwei- bis dreistöckigem Bergregenwald sowie einem Dickicht aus Bambus und Elefantengras auf den steilen Bergrücken bedeckt. Der Dong Ap Bia wird von den lokalen Montagnardstämmen wegen seiner wilden Natur als „Hügel der kriechenden Bestie“ bezeichnet.

## Aufmarsch zur Operation Apache Snow
Die Schlacht am Hamburger Hill fand im Mai 1969 im Rahmen der Operation Apache Snow statt, der zweite Teil einer dreiphasigen Militärkampagne gegen die Vietnamesische Volksarmee, die sich im entlegenen A-Sầu-Tal festgesetzt hatte.
Das A-Shau-Tal war bereits während der Tet-Offensive Aufmarschgebiet der Vietnamesischen Volksarmee und des Vietcong.
Der Feldzug hatte zum Ziel, mit einer Reihe von Operationen die Feindmassierungen im A-Shau-Tal zu neutralisieren und die Infiltrationsrouten der Vietnamesischen Volksarmee nach Südvietnam zu unterbinden.
Bereits 1966 entwickelten sich Kämpfe in dieser Region um das Lager der Special Forces im A-Shau-Tal und erforderten daraufhin eine dauerhafte Präsenz der US-Truppen. Die amerikanischen Bemühungen, das Tal von nordvietnamesischen Einheiten zu säubern, blieben lange Zeit erfolglos. General Richard G. Stilwell, Kommandeur des XXIV. Korps, massierte das Äquivalent zweier Infanteriedivisionen, Artillerie und Luftunterstützung, um das A-Shau-Tal endgültig unter US-Kontrolle zu bringen. Die Nordvietnamesen ließen das 6., 9. und 29. Regiment der Vietnamesischen Volksarmee in das A-Shau-Tal marschieren, um die Verluste auszugleichen, die sie während der Operation Dewey Canyon im Februar 1969 erlitten hatten.
Mit der Operation Apache Snow waren folgende Einheiten betraut:
- drei luftbewegliche Infanteriebataillone der 3. Brigade (Oberst Joseph Conmy) der 101. US-Luftlandedivision „Screaming Eagles“ (Generalmajor Melvin Zais): 3. Bataillon/187. Infanterieregiment (Oberstleutnant Weldon Honeycutt), 2. Bataillon/501. Infanterieregiment (Oberstleutnant Robert German) und das 1. Bataillon/506. Infanterieregiment (Oberstleutnant John Bowers).
- zwei ARVN-Bataillone (2./1 und 4./1) der 1. ARVN-Infanteriedivision.

Das 9. US-Marineinfanterieregiment, das 3. Bataillon des 5. US-Kavallerieregiments und das 3. ARVN-Regiment waren ebenfalls zeitweilig in die Kämpfe verwickelt, um die 101. US-Luftlandedivision bei den schweren Kämpfen zu unterstützen.

## Planung
Oberst Conmy bezeichnete die Operation Apache Snow als bewaffnete Aufklärung. Sein Plan sah vor, dass alle fünf Infanteriebataillone am 10. Mai 1969 von Hubschraubern im A-Shau-Tal abgesetzt werden und in ihren zugewiesenen Sektoren die Vietnamesische Volksarmee und deren Stellungen aufspüren sollten.
Die weitergehende Angriffsplanung sah vor, dass die US-Marineinfanterie und das 3. Bataillon/5. US-Kavallerie in Richtung der laotischen Grenze Spähtrupps aussenden sollten, während die ARVN-Einheiten die Piste an der Talsohle sperren würden.
Das 501. und 506. Infanterieregiment sollten den Feind in ihrem jeweiligen Operationsgebiet vernichten und die Fluchtrouten nach Laos abriegeln. Bei Feindkontakt mit den Nordvietnamesen würde Conmy die angegriffene Einheit mit anderen Truppen durch Hubschrauber entlasten. Theoretisch würde die 101. US-Luftlandedivision ihre Kräfte schnell genug umgruppieren können, um die Vietnamesische Volksarmee daran zu hindern, massiv gegen eine isolierte Einheit vorzugehen. Sobald eine US-Einheit Kontakt mit der Vietnamesischen Volksarmee bekommen würde, lautete der Befehl, in der aktuellen Stellung auszuharren und auf Entsatz eines Verstärkungsbataillons durch Hubschrauber zu warten, welches dann direkt den Kampf aufnehmen sollte.
Die US- und ARVN-Einheiten, die an der Operation Apache Snow teilnahmen, hatten durch frühere Einsätze im A-Shau-Tal und Berichte von Aufklärern erfahren, dass vermutlich mit starkem Feindwiderstand zu rechnen sein würde. Späher konnten jedoch keine Aussage über Stärke und Position des Feindes machen. Durch geschickte Tarnung waren die Stellungen der Nordvietnamesen der Luftaufklärung völlig verborgen geblieben; die Truppen der Vietnamesischen Volksarmee bewegten sich nur nachts auf Pfaden, die durch den dichten Blätterwald der Baumkronen von oben nicht zu überwachen waren. Befehle wurden durch Melder oder einfache Drahtverbindungen weitergegeben, so dass sie der Feindaufklärung keine verräterischen Funksignale hinterließen. Die Planung der US-Seite beruhte also weitgehend auf Vermutungen. Die Kommandeure der US-Infanterieeinheiten waren auf eigene Spähtrupps angewiesen, um den Feind aufzuspüren. Erbeutete Ausrüstung, Dokumente und gelegentlich Kriegsgefangene konnten nur spärliche Rohdaten über die Verteidigungssysteme der Vietnamesischen Volksarmee liefern. Die ersten vier Tage verbrachte das 3./187. Infanterieregiment unter Oberst Honeycutt dementsprechend mit dem mühsamen Auskundschaften der gegnerischen Stellungen.
Anfangs verlief die Operation für die 101. US-Luftlandedivision routinemäßig und ohne besondere Vorkommnisse.
Das 3./187. Bataillon stieß auf Dokumente, die besagten, dass sich das 29. nordvietnamesische Infanterieregiment „Stolz von Ho Chi Minh“ in noch nicht ausgespähten Stellungen irgendwo im A-Shau-Tal aufhalten musste. Dieses Regiment war eine kampferprobte Eliteeinheit, die 1968 an der Offensive auf Huế teilgenommen hatte und dort in schwere Häuserkämpfe verwickelt gewesen war. Erfahrungen aus den Begegnungen mit der Vietnamesischen Volksarmee ließen erwarten, dass es auch diesmal zu einem kurzen erbitterten Feuergefecht und – bevor die Amerikaner ihre überlegene Feuerkraft durch Artillerie und Luftwaffe gezielt einsetzen könnten – zu einem blitzschnellen taktischen Rückzug über die laotische Grenze kommen sollte. Längere Gefechte und Schlachten wie bei Dak To und Ia Drang waren relativ selten im Vietnamkrieg und daher nicht zu erwarten.
Honeycutt war ein Protegé von General William C. Westmoreland und erhielt im Januar 1969 das Kommando über das 3. Bataillon des 187. Infanterieregiments. Unter seinen Offizieren war er wegen seiner unbeherrschten Aggressivität gefürchtet.
Es war sein erklärtes Ziel, die Vietnamesische Volksarmee um jeden Preis zum Kampf zu stellen, bevor sie sich unbemerkt nach Laos zurückziehen konnte. Dabei ging er davon aus, dass sein Bataillon ohne Verstärkung in der Lage sei, die bewaffnete Aufklärungsoperation am Hügel 937 durchzuführen. Lediglich die B-Kompanie, bisher Brigadereserve, wurde zusätzlich wieder zu seiner operativen Verfügung gestellt.

## Einleitungsphase der Schlacht
Am 11. Mai 1969 befahl Honeycutt der A- und D-Kompanie die Feindaufklärung auf den nördlichen und nordwestlichen Bergrücken des Hügels 937 zu beginnen, während die B- und C-Kompanien über verschiedene Routen geradewegs auf den Gipfel marschieren sollten. Als die B-Kompanie in der Landungszone (LZ) von Hubschraubern abgesetzt wurde, geriet sie einen Kilometer unterhalb des Gipfels unter Beschuss durch nordvietnamesische Einheiten aus gut ausgebauten Stellungen. Rasch entsandte Honeycutt Cobra Kampfhubschrauber (auch als ARA-Luftartillerie bekannt), um in das Gefecht mit einzugreifen.
Im dichten Dschungel verwechselten die Kampfhubschrauber den Verfügungsraum des 187. Infanterieregiments mit den Stellungen der Vietnamesischen Volksarmee. Durch den Beschuss eigener Einheiten (friendly fire) kamen zwei Soldaten ums Leben und 35 wurden verwundet, einschließlich Honeycutt. Dieser Zwischenfall unterbrach zeitweilig die Befehlskette des 187. Infanterieregiments und zwang die 3./187, die nächtlichen Verteidigungsstellungen zu wechseln. Die Feindberührung jedoch bestätigte, dass sich tatsächlich eine nordvietnamesische Einheit im Operationsraum befand, welche Honeycutt irrtümlich in Stärke eines verstärkten Infanteriezuges oder -kompanie schätzte.
Für die nächsten beiden Tage versuchte Honeycutt, seine Einheiten auf einen koordinierten Bataillonsangriff vorzubereiten, was durch die schwierige Topographie des Gefechtsgeländes und den erbitterten Widerstand der Nordvietnamesen vereitelt wurde. Die D-Kompanie startete einen Flankenangriff, welcher aber verlustreich abgeschlagen wurde. Die Kompanie zog sich zurück und war zunächst nicht mehr an der Schlacht beteiligt. Die von der Luftaufklärungen ausgewerteten Bilder erbrachten Indizien darauf, dass es sich um eine wesentlich stärkere Feindeinheit handeln musste, als bislang angenommen.
Die Vietnamesische Volksarmee hatte zwischenzeitlich über den Ho-Chi-Minh-Pfad weitere Verstärkung erhalten und agierte aus gut getarnten Laufgräben und Bunkerstellungen. Ihre Truppen zeigten Entschlossenheit, sich trotz zu erwartender hoher Verluste am Hügel 937 dem Kampf zu stellen. Auf beiden Seiten wuchs die Gewissheit, dass sich das anfängliche Gefecht zu einer zähen und verbissenen Schlacht ausweiten werde.

## US-Angriffsverstärkungen bei der Offensive auf Hügel 937
Die 1./506 hatte keine nennenswerte Feindberührung in ihrem Operationsgebiet und gegen Mittag am 13. Mai 1969 änderte Oberst Conmy seinen Befehl, die Infiltrationsrouten aus Laos zu überwachen, und unterstützte den Angriff Honeycutts von Süden her.
Die B-Kompanie wurde mit Hubschraubern über dem Hügel 916 abgesetzt, während sich das restliche Bataillon zu Fuß weiterbewegte. Die verbleibenden Einheiten waren noch vier Kilometer vom Hügel 937 entfernt und sowohl Honeycutt als auch Conmy erwarteten einen effektiven Entsatzangriff nicht vor dem 15. Mai 1969. Obwohl sich die B-Kompanie bereits am 15. Mai 1969 auf dem Hügel 916 befand, dauerte es bis zum 19. Mai 1969, bis die gesamte Kompanie in der geplanten Angriffsposition eintraf, so schwierig war der Marsch durch den unwegsamen Bergwald.
Die 3./187 begann am 14. und 15. Mai 1969 mit einem Angriff, wobei sie schwerste Verluste hinnehmen musste, während die 1./506 am 15. und 16. Mai 1969 Angriffsversuche auf den südlichen Ausläufern des Hügels begann.
Das äußerst schwierige Gelände und die hervorragend organisierten Nordvietnamesen verzögerten kontinuierlich das Vorankommen der taktischen US-Operationen auf den Hügeln 916, 900 und 937.
Steil abfallende Berghänge und undurchdringlich dichte Vegetation boten so gut wie keine Möglichkeiten für Hubschrauberlandezonen und machten Luftlandungen undurchführbar. Das Terrain tarnte das nordvietnamesische 29. Infanterieregiment und machte US-Luftschläge zunächst ineffektiv, im Gegenzug konnten Truppenbewegungen der Vietnamesischen Volksarmee unbemerkt vollzogen werden, so dass sich ein zergliedertes Schlachtfeld ergab.
Nordvietnamesische Soldaten konnten ungehindert auf einfliegende Hubschrauber und absetzende US-Infanteristen feuern, zahlreiche Hubschrauber wurden mit Lenkraketen, Granaten oder anderen großkalibrigen panzerbrechenden Waffen abgeschossen oder schwer beschädigt. Die Vietnamesische Volksarmee verstärkte ihre Angriffe auf US-Kommandoposten und band durch anhaltende Feuerüberfälle Truppen, die dadurch nicht für den Sturmangriff auf den Hügel eingesetzt werden konnten.
Angegriffene US-Kampfeinheiten wurden vom Truppenverband isoliert und mussten sich in einer Rundumsicherung einigeln, da sie von allen Seiten aus dem Wald angegriffen wurden. Überraschend auftretende nordvietnamesische Einheiten in Zug- oder Kompaniestärke griffen ständig über die Flanken oder aus dem Hinterhalt an und sorgten dafür, dass die US-Fallschirmjäger weitgehend handlungsunfähig waren.

## Taktische Schwierigkeiten der Amerikaner
Die Effektivität der US-Kräfte wurde wegen schmaler Pfade eingeschränkt, welche die angreifenden Kompanien und Züge trichterförmig in ein gut vorbereitetes Schussfeld der nordvietnamesischen Truppen lenkten. Unterstützung durch Artilleriefeuer war wegen der räumlichen Nähe zu den gegnerischen Kampfverbänden oft zu risikoreich. Angegriffene US-Einheiten versuchten, sich schnellstmöglich zurückzuziehen und forderten dann Artillerieunterstützung und Kampfhubschrauber an, die jedoch die gut getarnten nordvietnamesischen Bunkerstellungen kaum beschädigten.
Während der Schlacht wurde der Wald durch den Beschuss vielerorts jedoch fast vollständig entlaubt und die Bunker kamen zum Vorschein. Wegen ihrer großen Zahl und ihrer geschickt verwinkelten Konstruktion mit Schützen- und überdachten Laufgräben konnten sie durch direktes Feuer kaum eliminiert werden. Lediglich Napalm und Beschuss aus rückstoßfreien großkalibrigen Waffen (Bazookas) konnten einige Bunker zerstören.
Das US-Gefechtskommando der kleinen Kampfverbände litt an Dezentralisation. Honeycutt befahl seinen Kompaniechefs ständig vorzurücken, wobei aber die zentrale Koordination fehlte. Bei der Erstürmung des Hügels 937 ging die Befehlskette fast völlig verloren und verschiedene Einheiten kämpften unkoordiniert unmittelbar nebeneinander. Feuerunterstützung durch die Artillerie erfolgte ebenfalls unkoordiniert, Artilleriebeobachter waren oft bis auf Zugebene hinab abgestellt.
Der Bataillonsgefechtsstand war ständig durch unterschiedliche widersprüchliche Meldungen überfordert und es gelang oft nicht, sich ein genaues Bild über die aktuelle Gefechtslage zu verschaffen. Missverständnisse in der Befehlsweitergabe an Artillerie und Kampfhubschrauber führten zu zahlreichen Fällen von „friendly fire“. Allein gegen die 3./187 wurden irrtümlich fünf Angriffe aus Cobra Kampfhubschraubern geflogen, was zu sieben Toten und 53 Verwundeten führte. Vier dieser Zwischenfälle ereigneten sich dabei mehr als einen Kilometer vom eigentlichen Zielgebiet entfernt.

## Hamburger Hill
Am 16. Mai 1969 besuchte der Kriegsberichterstatter Jay Sharbutt von Associated Press die kämpfenden Einheiten am Hügel 937 und interviewte Divisionskommandeur Melvin Zais und stellte ihm die Frage, warum vorwiegend Infanterie anstelle von Feuerkraft durch Artillerie und Luftwaffe in der Anfangsphase zum Einsatz kam.
Es folgten weitere Reporter und der Name „Hamburger Hill“ wurde gebräuchlich.
Am 18. Mai 1969 ordnete der Brigadekommandeur einen von zwei Bataillonen ausgeführten Sturmangriff auf Hügel 937 an, wobei die 1./506 vom Süden und die 3./187 von Norden her angreifen sollte. Das 29. Infanterieregiment Nordvietnams sollte in einer konzentrierten Operation endgültig vernichtet werden.
Der D-Kompanie der 3./187 gelang es, sich bis auf 75 Meter auf den Gipfel vorzuarbeiten, bis sie durch schwere Verluste inklusive aller ihrer Offiziere abermals zum Rückzug gezwungen wurde. Es entwickelte sich ein erbitterter Nahkampf, der teilweise aus einer Entfernung von 20 Metern zu den gegnerischen Bunkerstellungen mit Schnellfeuerwaffen und Handgranaten ausgetragen wurde.
Honeycutt sollte das finale Gefecht aus einem leichten Beobachterhubschrauber koordinieren und die Bewegungen der einzelnen Kompanien lenken, dieses Vorhaben musste jedoch bald wegen eines ungewöhnlich starken tropischen Regensturms und der schlechten Sichtverhältnisse wieder abgebrochen werden. Ein Vorwärtskommen war unmöglich und so musste sich die 3./187 wieder bergab zurückziehen und das erkämpfte Gelände erneut aufgeben. Drei Kompanien bewegten sich voneinander unabhängig auf Hügel 900 zu und konnten nach erbitterten Nahkämpfen schließlich den südlichen Hügelkamm nehmen.
Aufgrund der unerwartet hohen Verluste und der Kritik durch die Presse erwog Zais ernsthaft, die Operation komplett abzubrechen, entschied sich dann hingegen wieder für eine Aufnahme der Kämpfe. Der US-Korpskommandeur und der MACV-Kommandeur General Creighton W. Abrams unterstützten öffentlich diese Entscheidung.
Zais entschloss sich, drei frische Bataillone einzusetzen und so das 3./187 zu entlasten.
Die Verluste des 3./187 waren besonders schwer, sie beliefen sich auf 320 Gefallene und Schwerverwundete, also mehr als 60 Prozent der kampferfahrenen Fallschirmjäger, welche den Angriff im A-Shau-Tal eingeleitet hatten. Zwei der vier Kompaniechefs und acht der elf Zugführer fielen in der Schlacht am Hamburger Hill.
Am 18. Mai 1969 traf der Bataillonskommandeur der 2./506 Oberstleutnant Gene Sherron im Befehlsstand von Honeycutt ein, um die Schlussphase der Kämpfe zu leiten. Während die letzten Gefallenen der 3./187 ausgeflogen wurden, waren die Offiziere des Bataillons noch nicht über das neue Kommando informiert. Honeycutt beschwerte sich bei Zais und bekräftigte, dass sein Bataillon immer noch einsatzbereit sei und er die Kämpfe weiterführen werde. Nach einer scharfen Auseinandersetzung stellte Zais schließlich den ehrgeizigen Honeycutt in einer von Sherrons Kompanien als Reserve ab.

## Finaler Angriff und Eroberung des Hügels

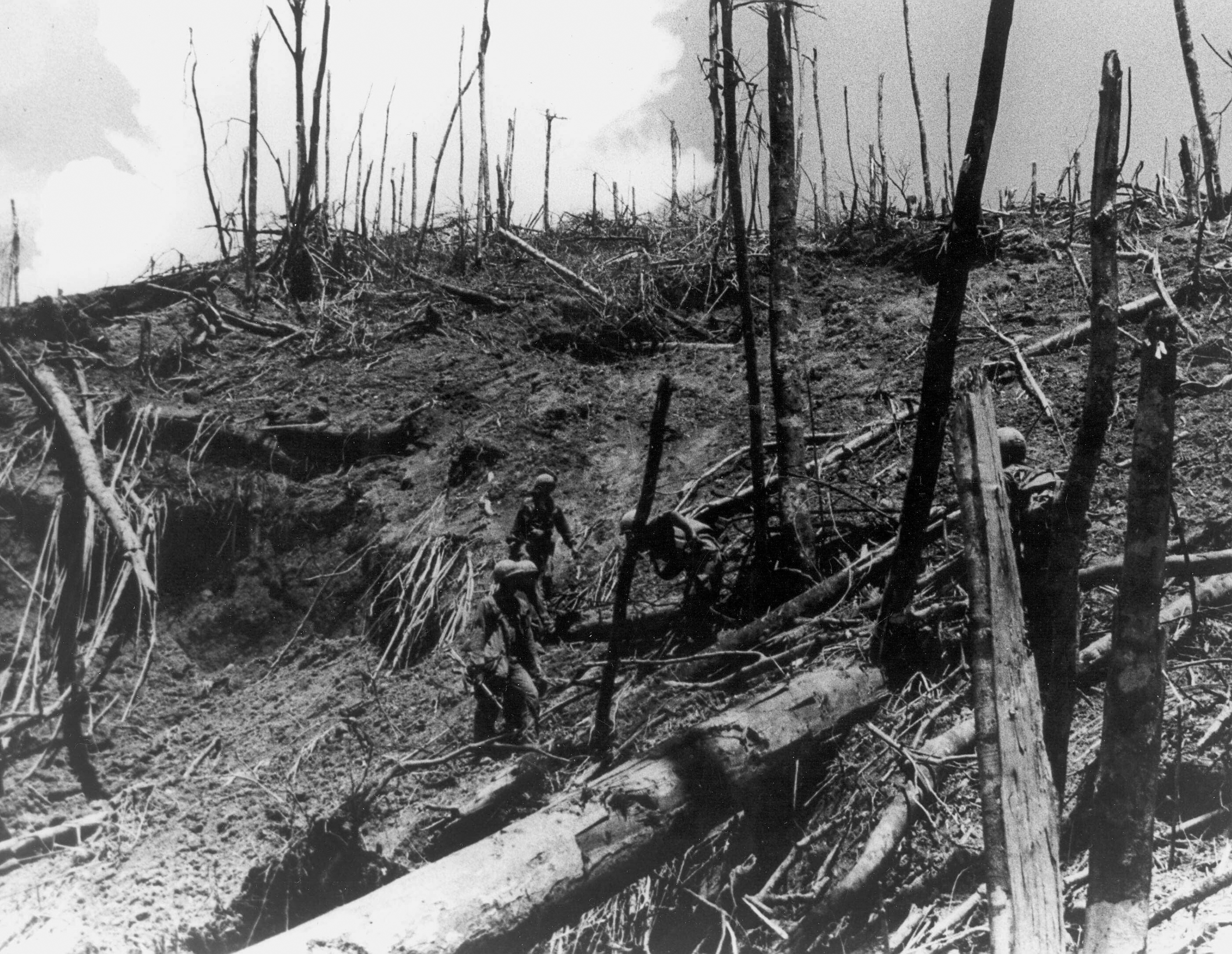
Soldaten der 101. US-Luftlandedivision am Hügel Ende Mai 1969

Am 19. Mai 1969 wurden zwei frische Bataillone die 2./501 und die 2./3 ARVN-Infanterie durch Hubschrauber nord- und südöstlich des Hügels abgesetzt. Beide Bataillone bewegten sich unverzüglich auf den Berghang und nahmen Stellungen ein, von wo aus sie in den frühen Morgenstunden die letzten Bunkerstellungen des 29. nordvietnamesischen Regimentes angriffen. Zeitgleich gelang es der 1./506 nach drei Tagen ununterbrochener Nahkämpfe den Hügel 900 zu nehmen.
Die 3. Brigade begann die Offensive am 20. Mai 1969 um 10:00 Uhr und wurde durch die 3./187 und die A-Kompanie der 2./506 verstärkt. Die letzte Offensive wurde durch einen zweistündigen intensiven Luftangriff und neunzigminütiges konzentriertes Artilleriefeuer eingeleitet.
Die Bataillone begannen gleichzeitig mit der Schlussphase der Offensive und gegen 12:00 Uhr erreichten Teile der 3./187 die Hügelspitze und bekämpften Bunkerstellungen, was bis in die späten Nachmittagsstunden anhielt. Dennoch gelang es einigen kleineren Einheiten der Vietnamesischen Volksarmee sich nach Laos über den Ho-Chi-Minh-Pfad abzusetzen.
Um 17:00 Uhr wurde der Hügel 937 für feindfrei erklärt.

## Unbestätigte Berichte
Nach neueren militärgeschichtlichen Forschungen – speziell nach Zugeständnissen von General Creighton W. Abrams in den „Abrams Tapes“ – war es die 2./3 ARVN, welche am finalen Sturm auf den Hügel 937 teilnahm und an einem vorderen Abschnitt sehr nah an den feindlichen Linien in Stellung lag. Diese Einheit schickte einen Spähtrupp zur Gefechtsaufklärung aus, um die minimale Feindstärke zu ermitteln. Der kommandierende ARVN-Offizier entschied, die aktuelle Situation auszunutzen und vor dem Angriff der alliierten Einheiten vorzugehen.
Die 2./3 ARVN erreichte bereits um 10:00 Uhr den Gipfel des Hamburger Hill, noch vor der 3./187, wurde jedoch unter dem Vorwand zurückbefohlen, dass ein weiterer Artillerieangriff auf die Bergspitze erfolgen sollte. Die Gelegenheit, die letzten Verteidigungsstellungen zu nehmen, wurde nicht genutzt. Kurz danach war die 3./187 in der Lage, den Berg zu nehmen. Dies geschah anscheinend zu Propagandazwecken, um das Bild entstehen zu lassen, die Amerikaner hätten den Hamburger Hill allein erobert und nicht die südvietnamesischen Verbündeten.

## Nachwirkungen
Die US-Verluste beliefen sich in der zehntägigen Schlacht auf 70 Gefallene und 372 Schwerverwundete. Um die Position zu nehmen, musste die 101. US-Luftlandedivision fünf Infanteriebataillone einsetzen, also insgesamt 1800 Mann und zehn Batterien Feldartillerie. Zusätzlich flog die US Air Force insgesamt 272 Kampfeinsätze und warf 450 Tonnen Bomben (Sprengbrand und Splitter) sowie 69 Tonnen Napalm über dem Hamburger Hill ab. Das 7. und das 8. Bataillon des 29. Regiments der Vietnamesischen Volksarmee Stolz von Ho Chi Minh verloren 630 Soldaten, die man später verstreut auf dem Gefechtsfeld vorfand und barg.
Man fand Leichen in den Bunkerstellungen, unterirdischen Tunnelsystemen und behelfsmäßig ausgehobenen Gräbern. Die genaue Anzahl der gefallenen nordvietnamesischen Soldaten konnte nicht angegeben werden, da es Brauch der Vietnamesen war, die Toten mitzunehmen. Gefunden wurden lediglich diejenigen, die bei der schnellen Flucht nicht mehr mitgenommen werden konnten; also könnte die Opferzahl wesentlich höher liegen.
Die Auswirkungen der Schlacht um Hügel 937 waren mehr politischer als militärischer Natur. Die Medien eröffneten die Diskussion in der Öffentlichkeit, ob die Schlacht und die hohen US-amerikanischen Verluste wirklich notwendig waren.
Der neu ernannte Kommandeur der 101. US-Luftlandedivision John M. Wright, ließ den Hamburger Hill unbemerkt am 5. Juni 1969 räumen und die Fallschirmjäger zogen sich aus dem A-Shau-Tal zurück. Die Debatte über die Ereignisse am Hamburger Hill reichte bis in den US-Kongress, in dem kontrovers über die Militärpolitik in Vietnam diskutiert wurde. Insbesondere die Senatoren Edward Kennedy, George McGovern und Stephen M. Young kritisierten die Militärführung scharf.
In der Ausgabe vom 27. Juni 1969 veröffentlichte die Zeitschrift Life Bilder von 241 gefallenen US-Soldaten, welche in einer Woche in Vietnam getötet worden waren. Dies leitete einen Wendepunkt im Vietnamkrieg ein. Obwohl nur fünf Tote auf den Bildern vom Hamburger Hill stammten, entstand in der amerikanischen Öffentlichkeit der Eindruck, alle Gefallenen würden vom Hügel 937 stammen. Die Kritik am Vietnamkrieg und die damit verbundene Protestbewegung der Kriegsgegner wuchsen noch stärker an, so dass der Krieg von den Politikern kaum noch gerechtfertigt werden konnte.
Die Kontroverse darum, wie die Schlacht am Hamburger Hill geführt wurde, leitete eine grundlegende Neubewertung in der US-Militärpolitik ein. Als direktes Ergebnis der hohen Verluste änderte General Abrams seine Strategie der maximalen Druckerhöhung auf nordvietnamesische Verbände und leitete eine defensive Reaktion ein. Präsident Richard Nixon forderte bereits den ersten Truppenabzug aus Vietnam. Obwohl die Schlacht nicht zu den verlustreichsten im Vietnamkrieg gehörte, wurde sie dennoch zum Wendepunkt.
1987 entstand der Film Hamburger Hill mit Don Cheadle, Steven Weber und Dylan McDermott, der die Erlebnisse am Hügel 937 verarbeitet.